# جاكسون بروندج
جاكسون بروندج (بالإنجليزية: Jackson Brundage)‏ مواليد 21 يناير 2001 في لوس أنجلوس، هو ممثل أمريكي بدأ مسيرته الفنية عام 2006.

## الأعمال
- أفلام والت ديزني
- لاس فيغاس
- تل الشجرة الواحدة
- إن سي آي إس
- هارفي بيكس

## وصلات خارجية
- جاكسون بروندج على موقع IMDb (الإنجليزية)
- جاكسون بروندج على موقع ألو سيني (الفرنسية)
- جاكسون بروندج على موقع قاعدة بيانات الفيلم (الإنجليزية)
- جاكسون بروندج على موقع كينوبويسك (الروسية)